# 穆爾以東前阿爾卑斯山脈
穆爾以東前阿爾卑斯山脈（德語：Randgebirge östlich der Mur）是奧地利的山脈，屬於中阿爾卑斯山脈的一部分，位於下奧地利州，全長140公里，最高點海拔高度1,783米。